# Justizamt Allendorf
Das Justizamt Allendorf war von 1822 bis 1866 ein Justizamt, also ein Gericht erster Instanz im Kurfürstentum Hessen mit Sitz in Allendorf.

## Geschichte
In Allendorf bestand im HRR das Amt Allendorf der Landgrafschaft Hessen-Kassel. Dieses war gleichzeitig Verwaltungsbehörde und Eingangsgericht. Zwischen 1806 und 1813 war Allendorf Teil des Königreichs Westphalen. Die Verwaltungsaufgaben übernahm hier der Kanton Allendorf, Eingangsgericht war das Friedensgericht Allendorf. Nach der Neubildung Kurhessens wurde das alte Amt Allendorf wieder gebildet.
Mit Edikt vom 29. Juni 1821 wurden im Kurfürstentum Hessen Verwaltung und Justiz voneinander getrennt. Die staatliche Verwaltung wurde auf unterer Ebene auf Kreise übertragen, für die Rechtsprechung eine dreistufige, landeseinheitlich Gerichtsorganisation geschaffen, die allerdings in begrenzten Gebietsteilen des Kurfürstentums noch bis in die Mitte des 19. Jahrhunderts von standesherrlicher und Patrimonialgerichtsbarkeit durchbrochen war.
Allendorf wurde in Bezug auf die Verwaltung Teil des Landkreises Witzenhausen, die Gerichtsfunktionen übernahm das Justizamt Allendorf. Es war dem Obergericht für die Provinz Niederhessen nachgeordnet.
Nach dem Aussterben der Linie Hessen-Rotenburg im Jahr 1834 wurden die dortigen Justizämter in kurhessische Justizämter überführt. Am 1. Januar 1837 wurde der Gerichtssprengel des Justizamtes Allendorf um vier Gemeinden aus den ehemalig fürstlich-Rotenburgischen Justizämter Abterode, Germerode und Witzenhausen erweitert.
Danach umfasste der Gerichtsbezirk folgende Gemeinden: Allendorf, Ahrenberg, Asbach, Dudenrode, Ellershausen, Hennigerode und Weidenbach, Hilgershausen, Kammerbach, Kleinvach, Orpherode, Sooden, Vatterode und Weiden.
Mit der Annexion Kurhessens durch Preußen 1866 wurden in der neuen Provinz Hessen-Nassau Amtsgerichte eingerichtet. Das Justizamt Allendorf wurde entsprechend in das Amtsgericht Allendorf umgewandelt.